# Enrico Garzelli
Enrico Garzelli (Livorno, 24 de julio de 1909-Livorno, 15 de julio de 1992) fue un deportista italiano que compitió en remo.
Participó en dos Juegos Olímpicos de Verano en los años 1932 y 1936, obteniendo dos medallas, plata en Los Ángeles 1932 y plata en Berlín 1936. Ganó seis medallas en el Campeonato Europeo de Remo entre los años 1929 y 1938.

## Palmarés internacional
| Juegos Olímpicos   | Juegos Olímpicos             | Juegos Olímpicos  | Juegos Olímpicos |
| Año                | Lugar                        | Medalla           | Prueba           |
| ------------------ | ---------------------------- | ----------------- | ---------------- |
| 1932               | Los Ángeles (Estados Unidos) | Medalla de plata  | Ocho con timonel |
| 1936               | Berlín (Alemania)            | Medalla de plata  | Ocho con timonel |
| Campeonato Europeo |                              |                   |                  |
| Año                | Lugar                        | Medalla           | Prueba           |
| 1929               | Bydgoszcz (Polonia)          | Medalla de oro    | Ocho con timonel |
| 1930               | Lieja (Bélgica)              | Medalla de plata  | Ocho con timonel |
| 1931               | París (Francia)              | Medalla de plata  | Ocho con timonel |
| 1933               | Budapest (Hungría)           | Medalla de plata  | Ocho con timonel |
| 1937               | Ámsterdam (Países Bajos)     | Medalla de oro    | Ocho con timonel |
| 1938               | Milán (Italia)               | Medalla de bronce | Ocho con timonel |